# セオドア・プレストン
セオドア・プレストン(Theodore Preston、1819年4月30日？ - 1882年？）は、ケンブリッジ大学の東洋学者、Lord Almoner's Professor of Arabic。

## 経歴
- 1819年牧師Matthew Morris Preston[1]とElizabeth Garrettの子として、クラパム（Clapham）に生まれる[2]。
- 1836年トリニティ・カレッジ入学[3]。
- 1841年学士。
- 1842年トリニティ・カレッジフェロー選出（〜1882年）[3]。
- 1844年修士[4]。
- 1844年聖職受任[5]。
- 1851年ケンブリッジ大学Lord Almoner's Professor of Arabic（英語版）就任（〜1871年）[3]。

## 著作
- Theodore Preston (1845). קהלת The Hebrew Text, and a Latin Version of the Book of Solomon, called Ecclesiastes. John W. Parker, West Strand
- Theodore Preston (1850). Makamat or Rhetorical Anecdotes of Al Hariri of Basra Translated from the Arabic, with Annotations
- Theodore Preston (1853). Phraseological Notes on the Hebrew Text of the Book of Genesis

## 関連人物
- Herman Hedwig Bernard（英語版） ケンブリッジ大学のヘブライ学者。プレストンがヘブライ語、ラビ文献を教わった師[6]。

- Edward Henry Palmer（英語版） イギリスの東洋学者、探検家。プレストンがPalmerの才能に感服して辞任したLord Almoner's Professor of Arabic（英語版）の地位を襲った[7]。

- Johann Gottfried Wetzstein（英語版） プロシアの東洋学者、外交官。ダマスカスのRifa'i家の蔵書の購入でプレストンに競り勝ち、今日のライプツィヒ大学図書館のコレクション（The Refaiya Family Library）の基を作った[8]。

- Robert Lubbock Bensly（英語版） イギリスの東洋学者。ケンブリッジ大学の学生時代にプレストンに講義を要求したが拒絶され、ドイツで学んだ[9]。

- アーサー・ケイリー イギリスの数学者。1842年10月8日にプレストンと同時にトリニティ・カレッジのフェローに選出された[10][11]。

- ジョージ・ガブリエル・ストークス イギリスの数理物理学者。プレストンと同じ1844年4月に修士号授与[4]。

- チャールズ・シメオン 英国国教会牧師。親交のあったプレストンの父Matthew Morrisが回想録[12]を著した。